# 23丁目駅 (IRTレキシントン・アベニュー線)
23丁目駅（23ちょうめえき、英語: 23rd Street）はニューヨーク市地下鉄IRTレキシントン・アベニュー線の駅である。マンハッタン区グラマシーとフラットアイアンに跨がるパーク・アベニュー・サウスと23丁目の交差点に位置し、4系統が深夜のみ、6系統が終日、<6>系統が平日20時45分までのラッシュ時混雑方向のみ停車する。

## 歴史
駅は1904年10月27日、145丁目駅からシティ・ホール駅までのマンハッタンにおける最初の地下鉄が開業した際にその他27駅と同時に開業した。
1948年4月13日、駅は28丁目駅と33丁目駅と共に10両編成の列車の入線に対応するためホーム有効長を延長する工事を行った。
1981年、MTAは地下鉄内で最も老朽化した69駅の中に当駅を挙げている。
2014年後半より駅にエレベーターを設置する工事が開始された。しかし、北行ホームへのエレベーターを設置するスペースが無かったため、パーク・アベニュー・サウスと23丁目の交差点北東にあった階段を1つ撤去している。この階段は2015年8月に数フィート離れた場所に接続され、エレベーターは2016年12月に設置が完了しADAに準拠した駅となった。

## 駅構造
| G          | 地上階                         | 出入口 （エレベーター、23丁目とパーク・アベニュー・サウス交差点の北東（北行ホーム接続）と北西（南行ホーム接続）） |
| P ホーム階 | 相対式ホーム、右側のドアが開く | 相対式ホーム、右側のドアが開く |
| P ホーム階 | 北行緩行線                     | ← 深夜帯：ウッドローン駅行き（28丁目駅） ← 平日午後：パークチェスター駅行き（28丁目駅） ← 平日午後以外：ペラム・ベイ・パーク駅行き（28丁目駅） ← 平日午後：ペラム・ベイ・パーク駅行き（28丁目駅）                                                             |
| P ホーム階 | 北行急行線                     | ← 深夜帯以外：通過 |
| P ホーム階 | 南行急行線                     | → 深夜帯以外：通過 → |
| P ホーム階 | 南行緩行線                     | → 深夜帯：ニューロッツ・アベニュー駅行き（14丁目-ユニオン・スクエア駅）→ ブルックリン・ブリッジ-シティ・ホール駅行き（14丁目-ユニオン・スクエア駅）→ 平日午前：ブルックリン・ブリッジ-シティ・ホール駅行き（14丁目-ユニオン・スクエア駅）→ （廃止：18丁目駅） |
| P ホーム階 | 相対式ホーム、右側のドアが開く | |

駅は相対式ホーム2面と緩行線2線・急行線2線を有した2面4線の地下駅で、急行線は5系統が終日、4系統が深夜帯以外に通過している。南行ホーム改札口にはValerie Jaudonが製作したアートワーク『Long Division』が飾られている。駅には緊急通信システムやWi-Fiといった最新設備が整っており、トイレは無い。

### 出口
駅の改札口は南北ホームで独立しており、北行ホーム改札口からはエレベーター1機と階段5つ、南行ホーム改札口からはエレベーター1機と階段6つが地上へ接続している。
| 場所                                                                                 | 種類              | 数      | 接続ホーム                    |
| ------------------------------------------------------------------------------------ | ----------------- | ------- | ----------------------------- |
| 320 パーク・アベニュー・サウス （23丁目 - 24丁目間、パーク・アベニュー・サウス西側） | 階段              | 1つ     | 南行ホーム （平日7時 - 19時） |
| パーク・アベニュー・サウスと23丁目の交差点北西、 メトロポリタン生命保険会社タワー内  | 階段 エレベーター | 1つ 1機 | 南行ホーム                    |
| パーク・アベニュー・サウスと23丁目の交差点南西                                       | 階段              | 2つ     | 南行ホーム                    |
| パーク・アベニュー・サウスと23丁目の交差点北東                                       | 階段 エレベーター | 1つ 1機 | 北行ホーム                    |
| パーク・アベニュー・サウスと23丁目の交差点南東                                       | 階段              | 2つ     | 北行ホーム                    |
| パーク・アベニュー・サウスと22丁目の交差点北西                                       | 階段              | 1つ     | 南行ホーム                    |
| パーク・アベニュー・サウスと22丁目の交差点南西                                       | 階段              | 1つ     | 南行ホーム                    |
| パーク・アベニュー・サウスと22丁目の交差点北東                                       | 階段              | 1つ     | 北行ホーム                    |
| パーク・アベニュー・サウスと22丁目の交差点南東                                       | 階段              | 1つ     | 北行ホーム                    |

## ギャラリー

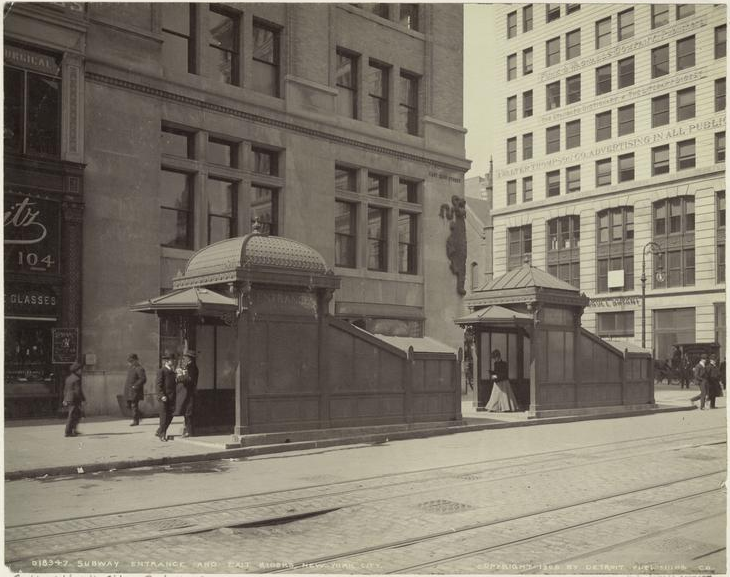
出入口
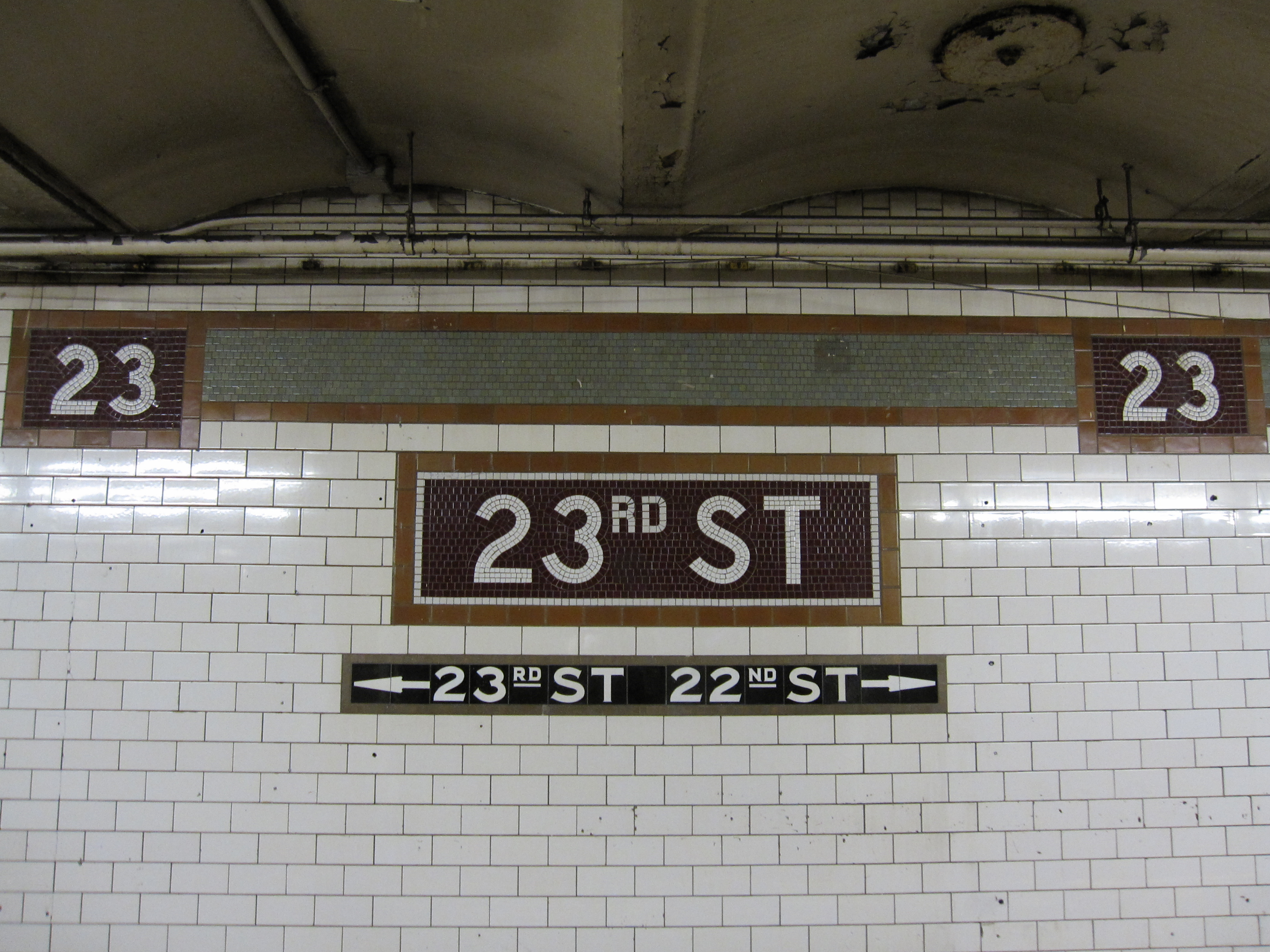
モザイクを用いた駅名標と出口方向案内
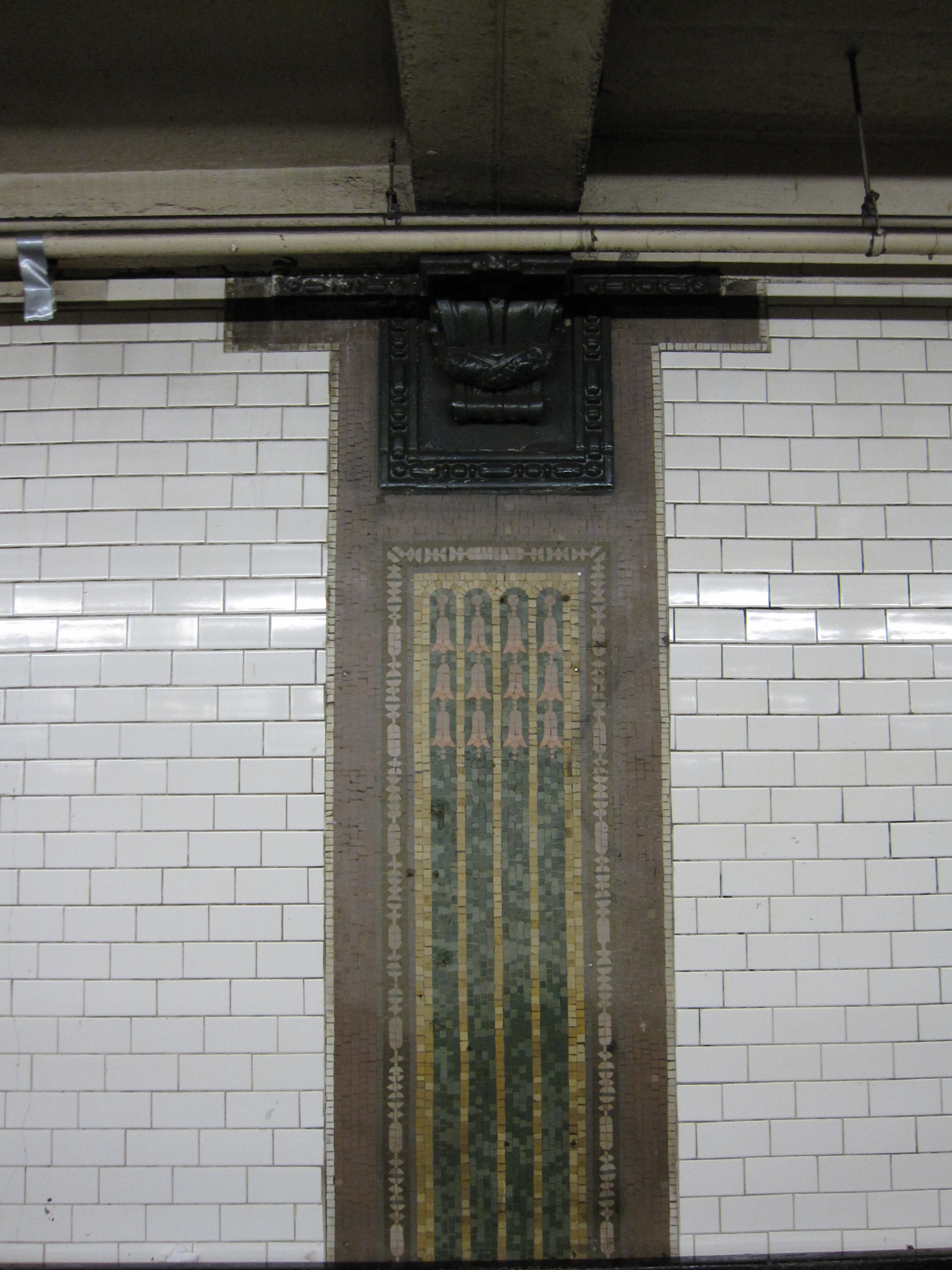
壁面の装飾
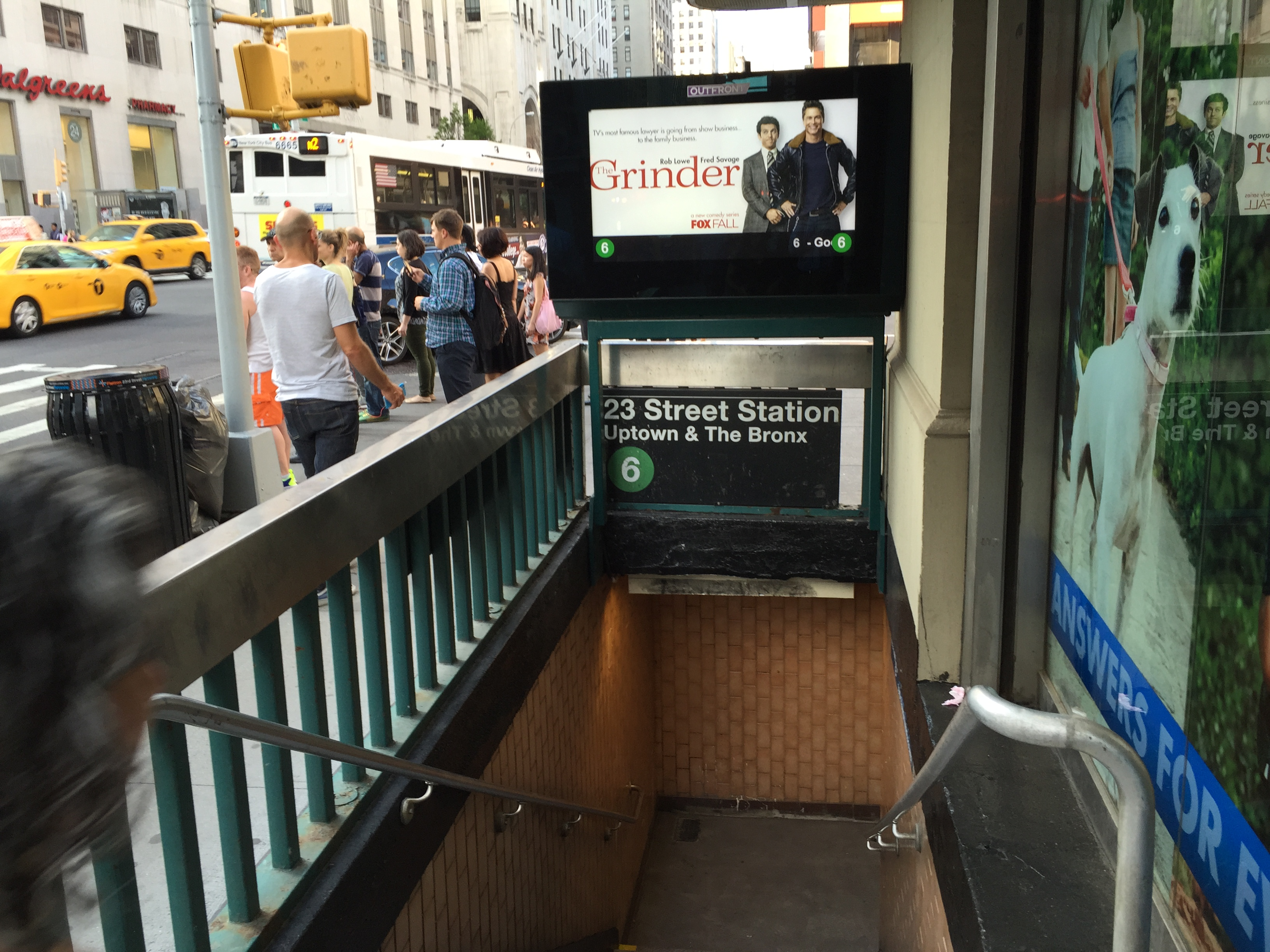
北行ホームへの幅の狭い階段
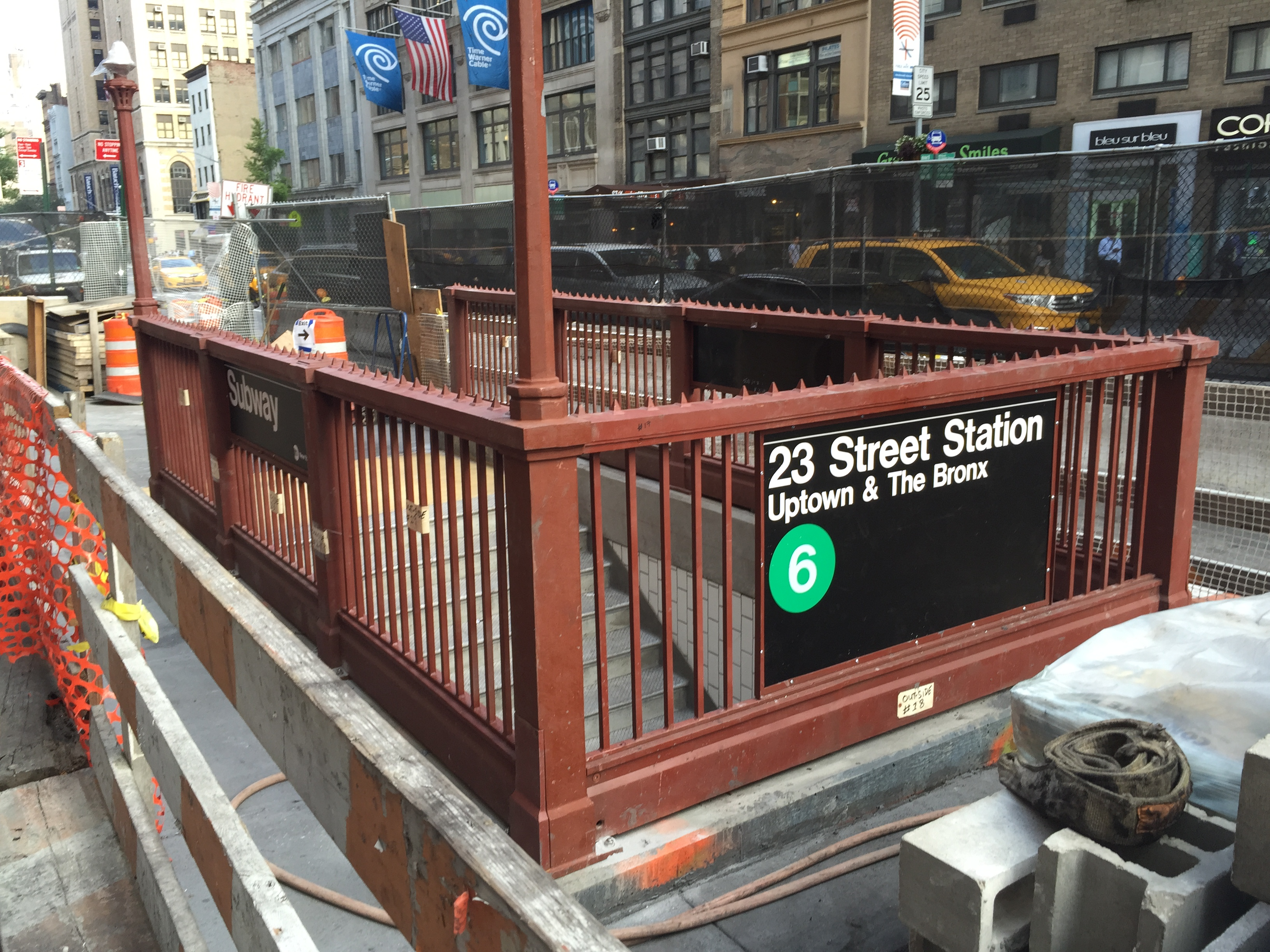
エレベーターの設置に伴い移転中の階段、2015年7月撮影
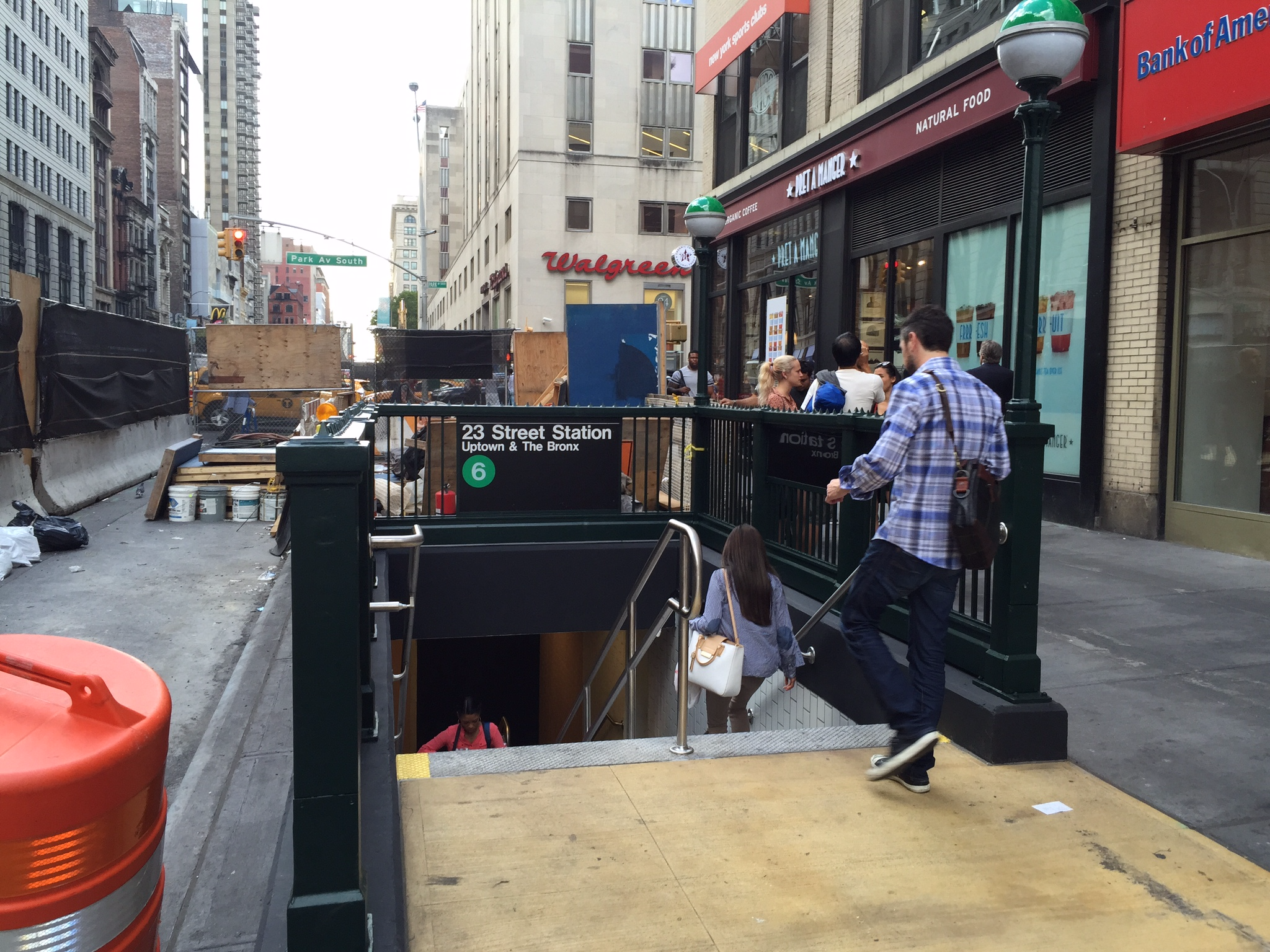
エレベーター設置と階段の移転作業風景